# Stella (nome)
Stella  è un nome proprio di persona italiano femminile.

## Varianti
- Femminili: Estella, Estelle[1]
  - Alterati: Stellina[1]
  - Composti: Maristella, Mariastella, Maria Stella
- Maschili: Stello, Stellario[1]
  - Alterati: Stellino[1]

### Varianti in altre lingue
- Francese: Estelle[2]
- Inglese: Stella[3], Estelle[2], Estella[2]
  - Ipocoristici: Essie[2]
- Olandese: Stella[3]
- Portoghese: Estela[3]
- Galiziano: Estela
- Rumeno: Stela[3]
- Spagnolo: Estrella[3], Estela[3]
- Tedesco: Stella[3]

## Origine e diffusione

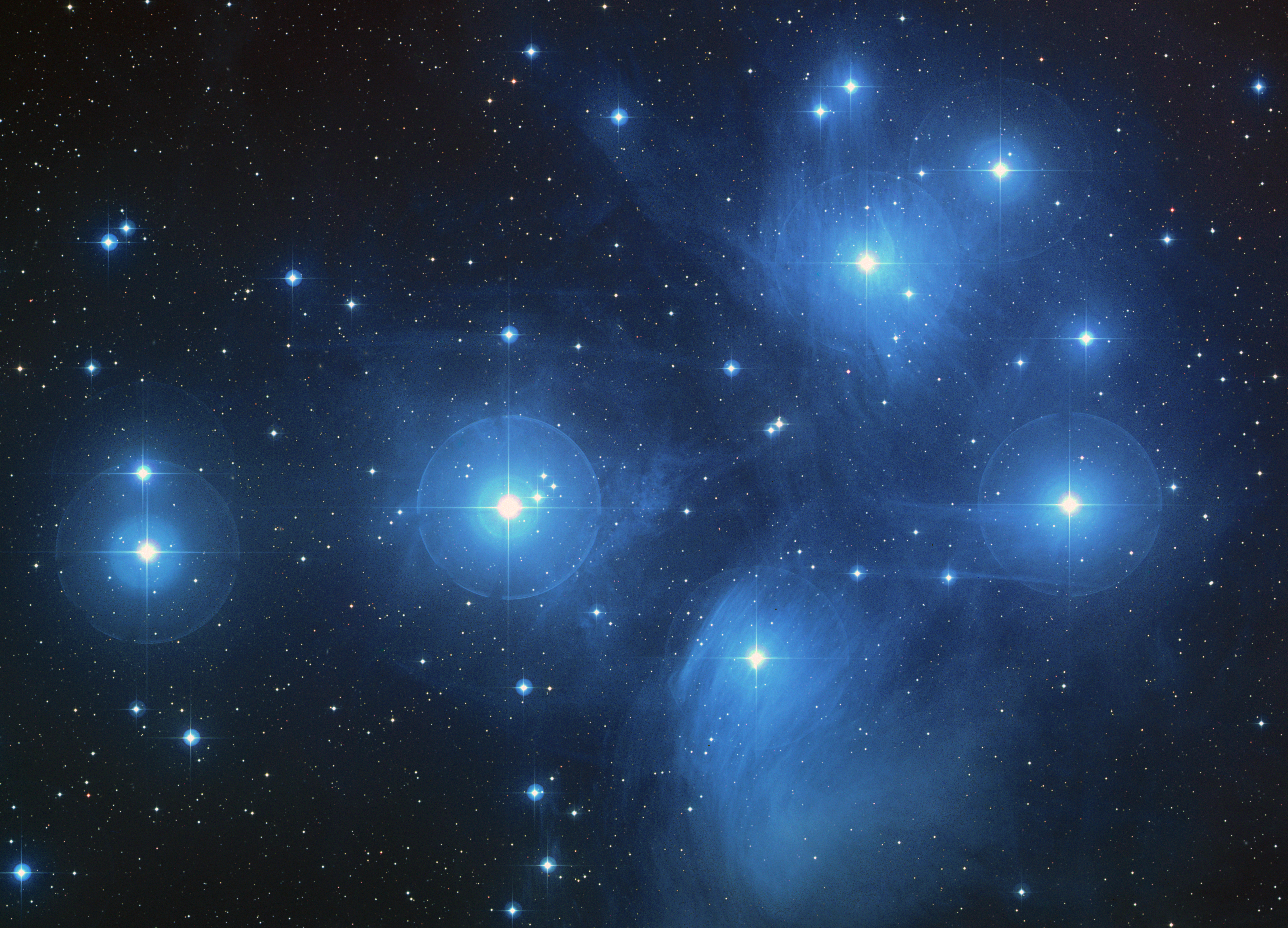
L'ammasso aperto delle Pleiadi, stelle della costellazione del Toro

Rappresenta in parte un nome affettivo di tradizione medievale derivato dell'italiano "stella", a sua volta dal termine latino omonimo. Venne adibito a nome proprio dal poeta del XVI secolo Philip Sidney per il suo sonetto Astrophil e Stella, ma non divenne comune fino al XIX secolo.
In parte riflette anche la devozione per "Maria Santissima della Stella" e riprende l'epiteto della Madonna "Stella del Mare" (in latino liturgico Maris Stella), da cui il nome composto Stella Maris. Questa ultima interpretazione deriverebbe da una errata trascrizione della traduzione fatta da san Girolamo: egli tradusse il nome ebraico מִרְיָם (Miryam) in stilla maris, "goccia del mare", che venne trascritto come stella maris.
La variante Estella ricalca un antiquato nome spagnolo riferito alla parola estrella, di medesimo significato. La variante Estelle deriva invece dal termine francese antico omonimo, sempre significante "stella"; piuttosto rara in inglese durante il Medioevo, il suo uso rifiorì nel XIX secolo, forse grazie al personaggio di Estella Havisham nel romanzo di Dickens Grandi speranze.
La forma maschile Stellario è tipica della Sicilia, mentre va notato che il diminutivo inglese Essie è condiviso col nome Ester. Dal punto di vista semantico, è analogo ai prenomi Ester, Csilla, Citlalli, Ylli, Najm, Astro, Hoshi e Tara.

## Onomastico
L'onomastico si festeggia l'11 maggio in ricordo di santa Eustella (detta Stella), martire a Saintonge nel III secolo. Vi è anche una beata, Maria Stella del SS. Sacramento, uccisa dai nazisti insieme ad altre dieci suore (le martiri di Nowogródek); sono ricordate collettivamente il 1º agosto.

## Persone

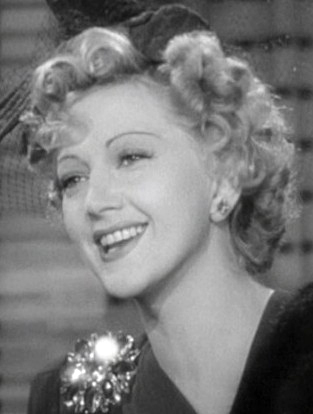
Stella Adler

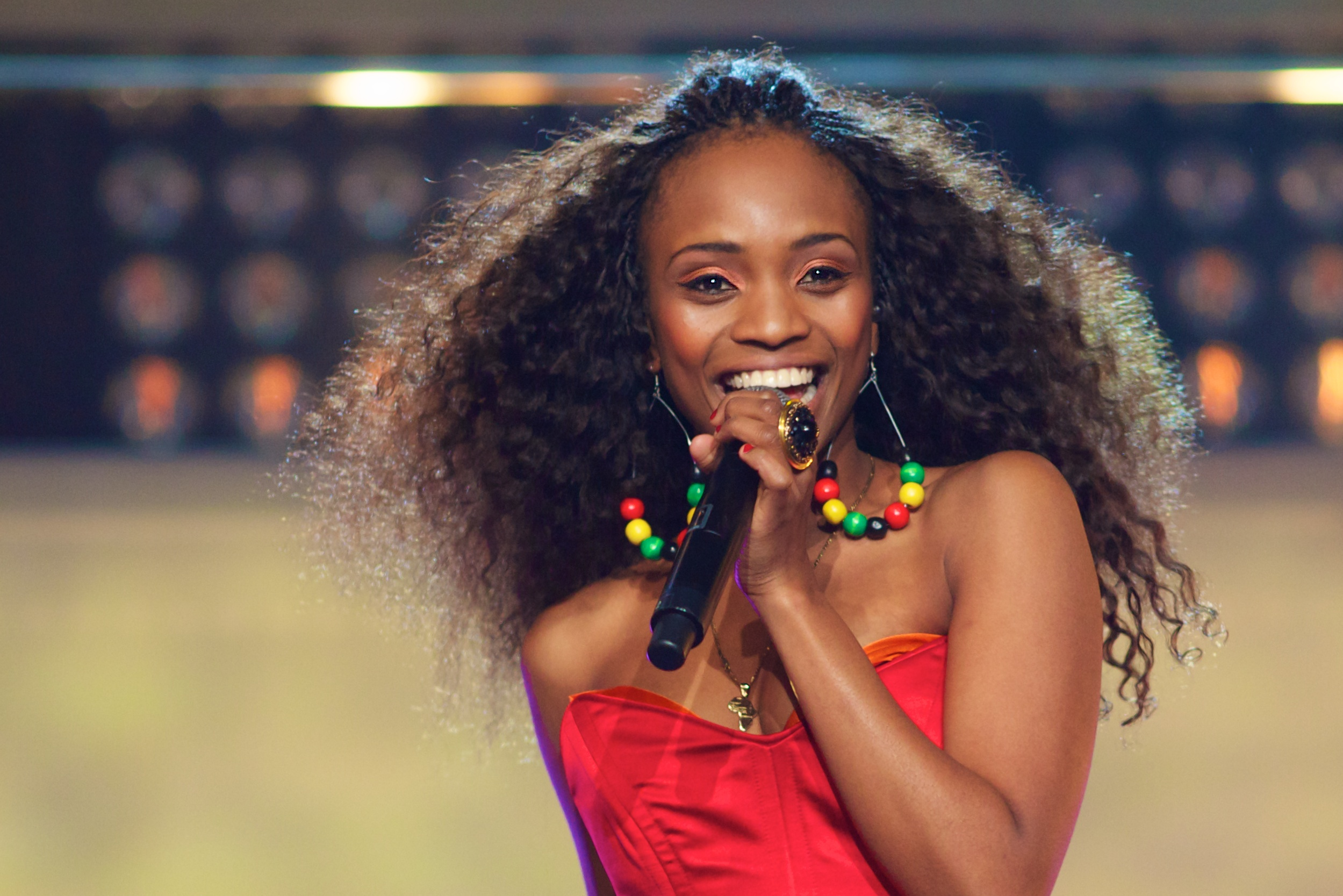
Stella Mwangi

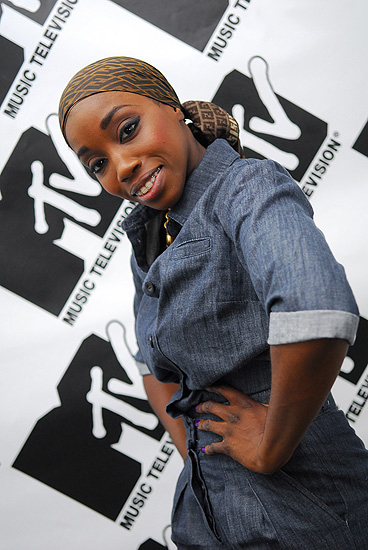
Estelle

- Stella Adler, attrice teatrale statunitense
- Stella Angelini, pittrice e scultrice italiana
- Stella Carnacina, cantante e attrice italiana
- Stella Dizzy, cantante italiana
- Stella Gasparri, attrice, doppiatrice e regista italiana
- Stella Gibbons, scrittrice, giornalista e poetessa britannica
- Stella LeSaint, attrice statunitense
- Stella Márquez, modella colombiana
- Stella McCartney, stilista inglese
- Stella Morra, teologa italiana
- Stella Musy, doppiatrice italiana
- Stella Mwangi, cantante keniota
- Stella Pende, giornalista, conduttrice televisiva e saggista italiana
- Stella Rotondaro, attrice italiana
- Stella Staudinger, cestista austriaca
- Stella Stevens, attrice statunitense
- Stella Tennant, modella britannica
- Stella Walsh, altro nome con cui è nota Stanisława Walasiewicz, atleta polacca.

### Variante Estelle

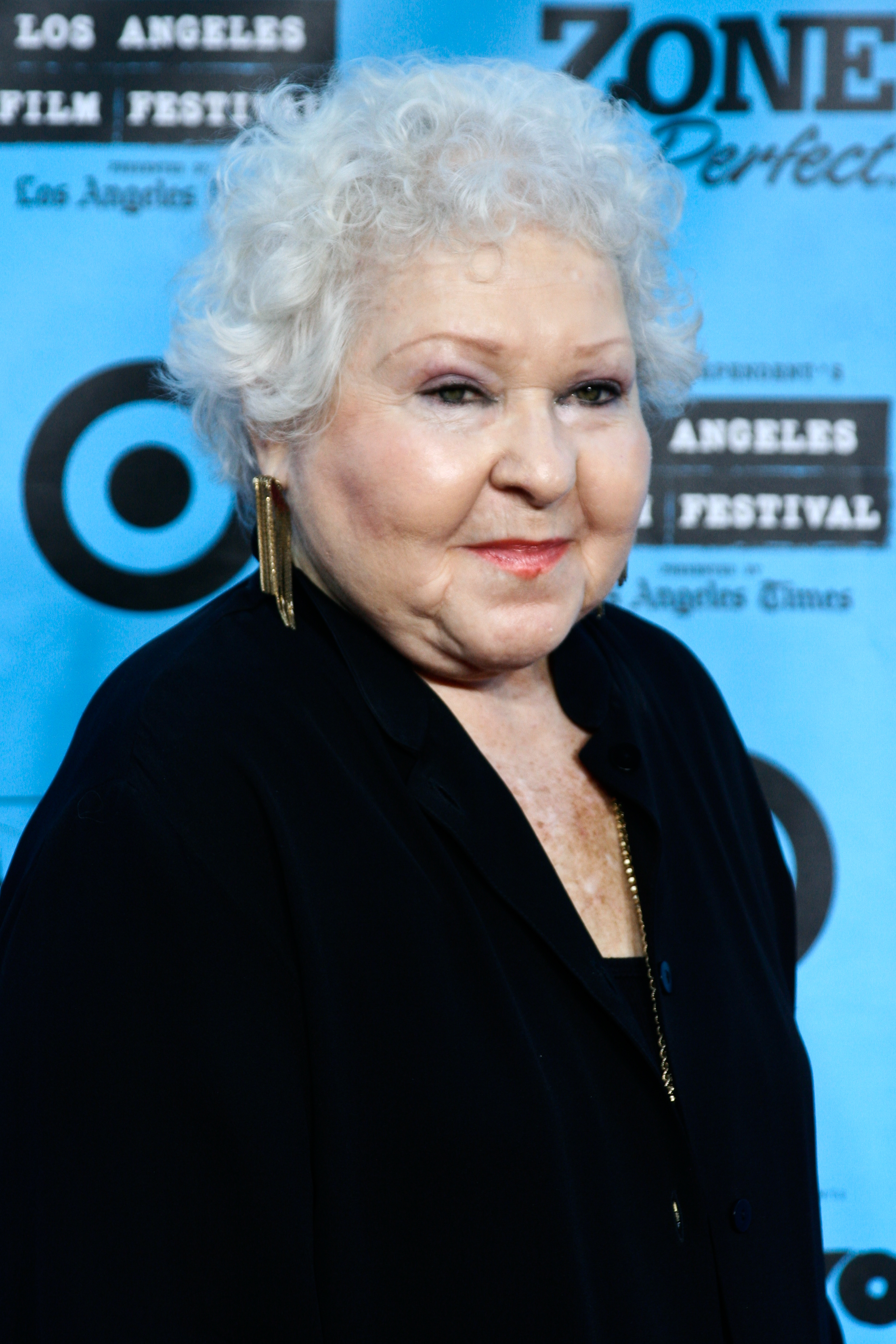
Estelle Harris

- Estelle, cantante e produttrice discografica britannica
- Estelle di Svezia, principessa svedese
- Estelle Desanges, pornoattrice francese
- Estelle Getty, attrice statunitense
- Estelle Harris, attrice e doppiatrice statunitense
- Estelle Parsons, attrice statunitense
- Estelle Quérard, pallavolista francese
- Estelle Roberts, medium britannica
- Estelle Taylor, attrice statunitense
- Estelle Winwood, attrice britannica

### Altre varianti femminili
- Estella Blain, attrice francese
- Estela Giménez, ginnasta spagnola
- Estrella Morente, cantante spagnola
- Estella Warren, attrice e modella canadese

## Il nome nelle arti
- Stella è un personaggio della serie animata Winx Club.
- Stella Bonasera è un personaggio della serie televisiva CSI:NY.
- Estella Havisham è un personaggio di Grandi speranze, romanzo di Charles Dickens.
- Stella Nice è un personaggio della serie a fumetti PK².
- Stella Scrumptious è un personaggio del film del 1968 Citty Citty Bang Bang, diretto da Ken Hughes.
- Stella è un dramma scritto da Johann Wolfgang von Goethe nel 1775.
- Stella Gibson è un personaggio della serie televisiva The Fall - Caccia al serial killer.
- Stella Goetia è un personaggio della webserie animata Helluva Boss.